# 菅原一剛
菅原 一剛（すがわら いちごう、1960年 - ）は日本の写真家。神奈川県鎌倉市出身。
大阪芸術大学芸術学部写真学科卒業。

## 概要
フランスの『ELLE』誌でデビューし、かずかずの広告写真を手がけてきた写真家。
2004年には作品がフランスの国立図書館のパーマネント・コレクションに選ばれる。
数多く開催された個展では、滝やランドスケープをモティーフとした神秘的、幻想的なシリーズを発表。
また「BEAMS×PORTER×ICHIGO SUGAWARA」というトリプルネームでのカメラ用トートバッグ「PHOTOTE」やBEAMS-Tシャツ製作など広告写真の分野のみならず、ジャンルを縦断した活躍を展開。
撮影監督をつとめた映画「青い魚」は1996年ベルリン国際映画祭にて正式招待作品として上映された。
1997年には写真集「赤い花」と「青い魚」（共に写像工房社刊）を2冊同時刊行。写真家として色彩に対する透徹した視線で、独自の表現領域を切り開く。
2005年にはニューヨークのPace MacGill GalleryにてMade in the Shade展を開催。 
近年では光の眩しいという印象を写真に撮る方法として湿板写真を自ら研究し、写真の古典技法とインクジェットプリントというデジタル技法を組み合わせ、今までにない新しい写真を作り出している。
2006年5月にはシンガポール写真月間でのアジア代表写真家として正式招待され、「The Bright Forest」展を開催。新しい写真表現として大きな話題となる。2006年6月からは東京のGallery21で「Made in the Shade」展を開催。
また現在「ほぼ日刊イトイ新聞」にて「写真がもっと好きになる」を連載中（毎週金曜更新）。
2005年、長濱監督よりの制作依頼を受け、アニメ『蟲師』のOP・EDを手がける。

## 作品
- 青い魚
- 赤い花
- 蟲師
- いとしき日々よ - 平井堅のCDシングル盤（2011年発売、DFCL-1771）、ジャケット写真を担当